# Coupe des nations de rink hockey 1951
Navigation
Coupe des nations 1950 Coupe des nations 1952
La Coupe des nations de rink hockey 1951 est la 25e édition de la compétition. La coupe se déroule en avril 1951 à Montreux.

## Déroulement
La compétition se compose d'un championnat à 8 équipes. Chaque équipes rencontrant les sept autres une seule fois.

## Résultats
|    | Équipes     | Pts | J | G | N | P | BP | BC | Diff |
| -- | ----------- | --- | - | - | - | - | -- | -- | ---- |
| 1º | Belgique    | 19  | 7 | 5 | 2 | 0 | 25 | 11 | 14   |
| 2º | Montreux HC | 17  | 7 | 4 | 2 | 1 | 29 | 15 | 14   |
| 3º | Angleterre  | 16  | 7 | 2 | 5 | 0 | 26 | 19 | 7    |
| 4º | Italie      | 15  | 7 | 3 | 2 | 2 | 23 | 21 | 2    |
| 5º | Espagne     | 14  | 7 | 2 | 3 | 2 | 17 | 12 | 5    |
| 6º | France      | 13  | 7 | 2 | 2 | 3 | 16 | 26 | -10  |
| 7º | Allemagne   | 10  | 7 | 1 | 1 | 5 | 15 | 34 | -19  |
| 8º | Pays-Bas    | 8   | 7 | 0 | 1 | 6 | 10 | 23 | -13  |

|             |  | Belgique | Angleterre | Italie | Espagne | Pays-Bas | Allemagne | France |
| ----------- |  | -------- | ---------- | ------ | ------- | -------- | --------- | ------ |
| Montreux HC |  | 2-3      | 2-2        | 1-3    | 2-3     | 3-3      | 2-10      | 2-6    |
| Belgique    |  |          | 3-3        | 6-1    | 1-1     | 3-2      | 3-2       | 6-0    |
| Angleterre  |  |          |            | 3-3    | 2-2     | 4-1      | 6-2       | 6-6    |
| Italie      |  |          |            |        | 4-3     | 5-1      | 3-3       | 6-2    |
| Espagne     |  |          |            |        |         | 2-1      | 6-0       | 1-1    |
| Pays-Bas    |  |          |            |        |         |          | 2-5       | 0-1    |
| Allemagne   |  |          |            |        |         |          |           | 1-4    |
| France      |  |          |            |        |         |          |           |        |

## Classement final
| Place              | Équipe      |
| ------------------ | ----------- |
| Médaille d'or      | Belgique    |
| Médaille d'argent  | Montreux HC |
| Médaille de bronze | Angleterre  |
| 4                  | Italie      |
| 5                  | Espagne     |
| 6                  | France      |
| 7                  | Allemagne   |
| 8                  | Pays-Bas    |

| Vainqueur du tournoi de Montreux 1951 |
| ------------------------------------- |
| Belgique 1°                           |